# Crazy Car
Crazy Car, chinesisch: 疯狂溜达车, ist eine Launch-Stahlachterbahn vom Hersteller Maurer im Happy Valley bei Wuhan in China, die am 9. März 2013 eröffnet wurde. Bis 2016 fuhr sie unter dem Namen FamilyCo Express.
Auf eine Grundfläche von 50 m × 50 m sind 316 m Schiene verbaut. Die Bahn erreicht eine Höhe von 15 m und verfügt über zwei Inversionen. Zwei einzelne Wagen mit Platz für jeweils sechs Personen (drei Reihen à zwei Personen) werden mittels LSM innerhalb von 2 Sekunden von 0 auf 70 km/h beschleunigt. Sie ist baugleich mit Formule X in Drievliet Family Park.